# Milorad Korać
Milorad Korać (cyr. Милорад Кораћ; ur. 10 marca 1969 w Požedze) – serbski piłkarz grający na pozycji bramkarza.

## Kariera klubowa
Pierwszym klubem Koraća w karierze był FK Bečej. W jego barwach zadebiutował w pierwszej lidze jugosłowiańskiej. W 1998 roku przeniósł się do stołecznego Obilicia Belgrad, ówczesnego mistrza Jugosławii. Nie zdołał awansować z Obiliciem do fazy grupowej Ligi Mistrzów. W 1999 roku został wicemistrzem Jugosławii, a w 2000 roku zajął 3. miejsce w lidze. Latem 2000 wyjechał do Turcji. Przez dwa sezony bronił w Erzurumsporze, z którym spadł z tureckiej Superligi w 2001 roku. W 2002 odszedł do Kocaelisporu i w 2003 przeżył z nim swoją drugą degradację w karierze. W 2004 roku Serb został piłkarzem azerskiego Xəzər Lenkoran, z którym został wicemistrzem Azerbejdżanu w 2005 roku. W 2006 roku zakończył piłkarską karierę.

## Kariera reprezentacyjna
W reprezentacji Jugosławii Korać nie zaliczył żadnego występu. W 1998 roku został powołany przez selekcjonera Vujadina Boškova do kadry na Euro 2000 w miejsce kontuzjowanego przed rozpoczęciem turnieju Aleksandara Kocicia. Na Euro był rezerwowym dla Ivicy Kralja i nie wystąpił w żadnym spotkaniu Jugosłowian.